# Allium robinsonii
Allium robinsonii är en amaryllisväxtart som beskrevs av Louis Forniquet Henderson. Allium robinsonii ingår i släktet lökar, och familjen amaryllisväxter. Inga underarter finns listade i Catalogue of Life.

## Bildgalleri

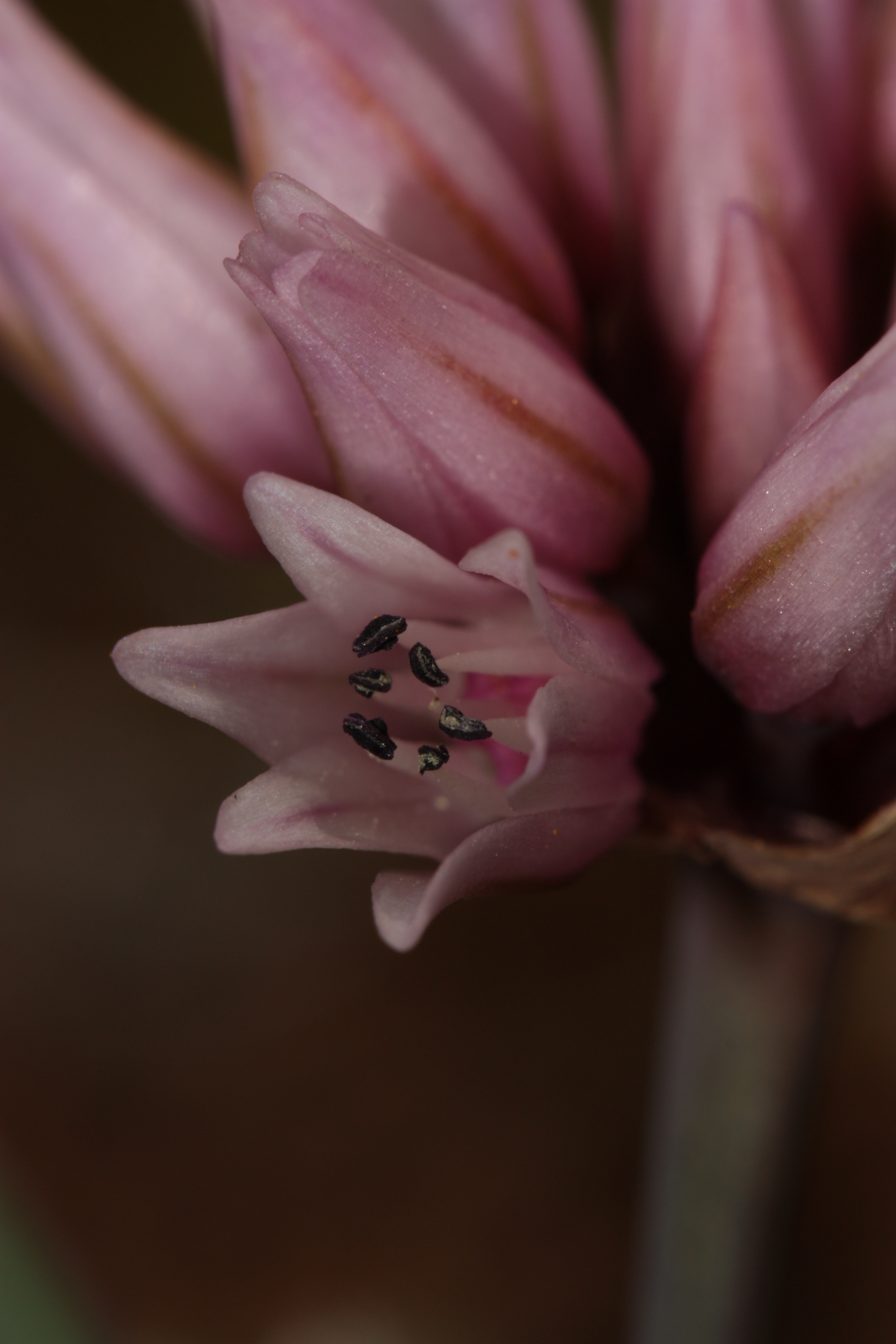
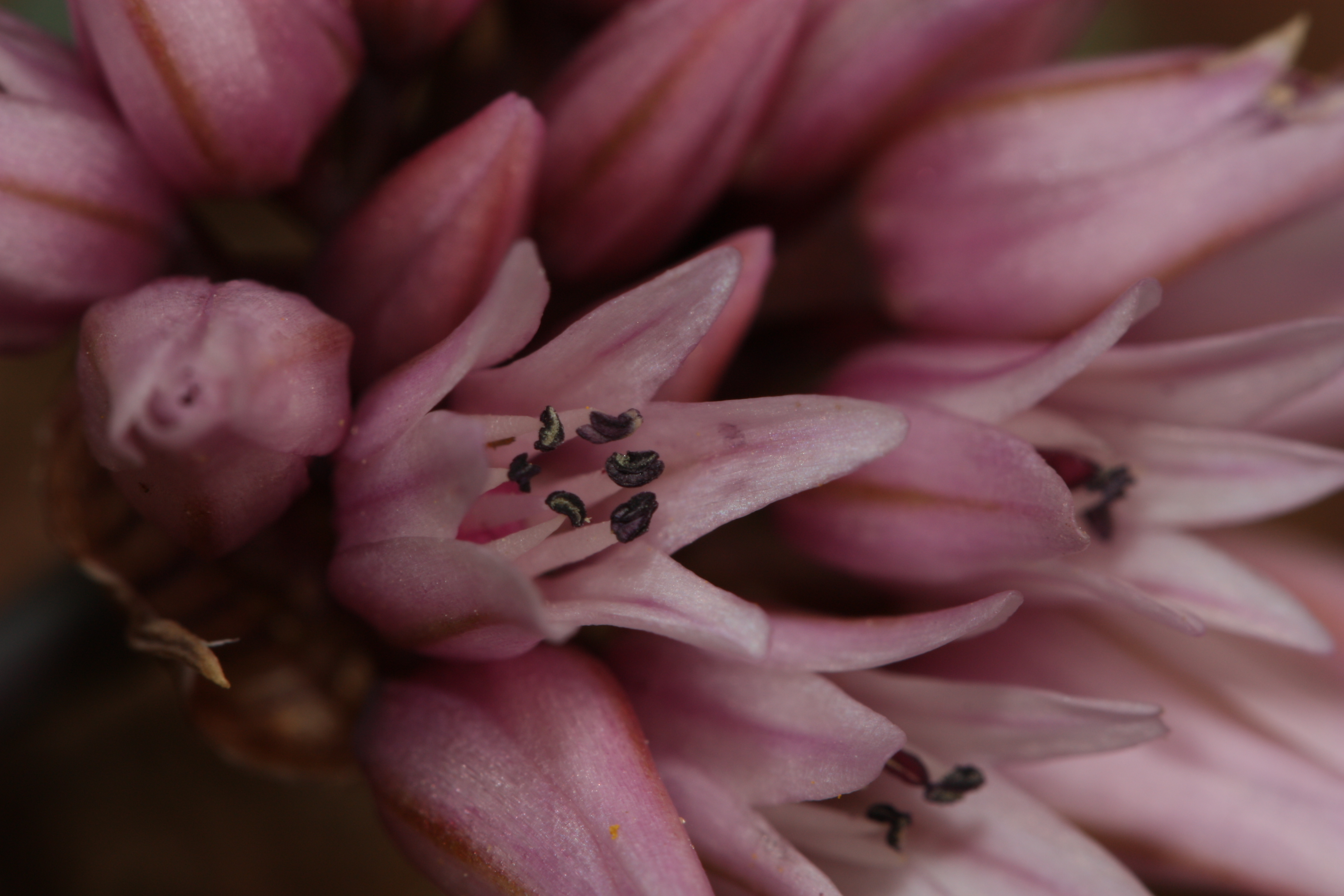
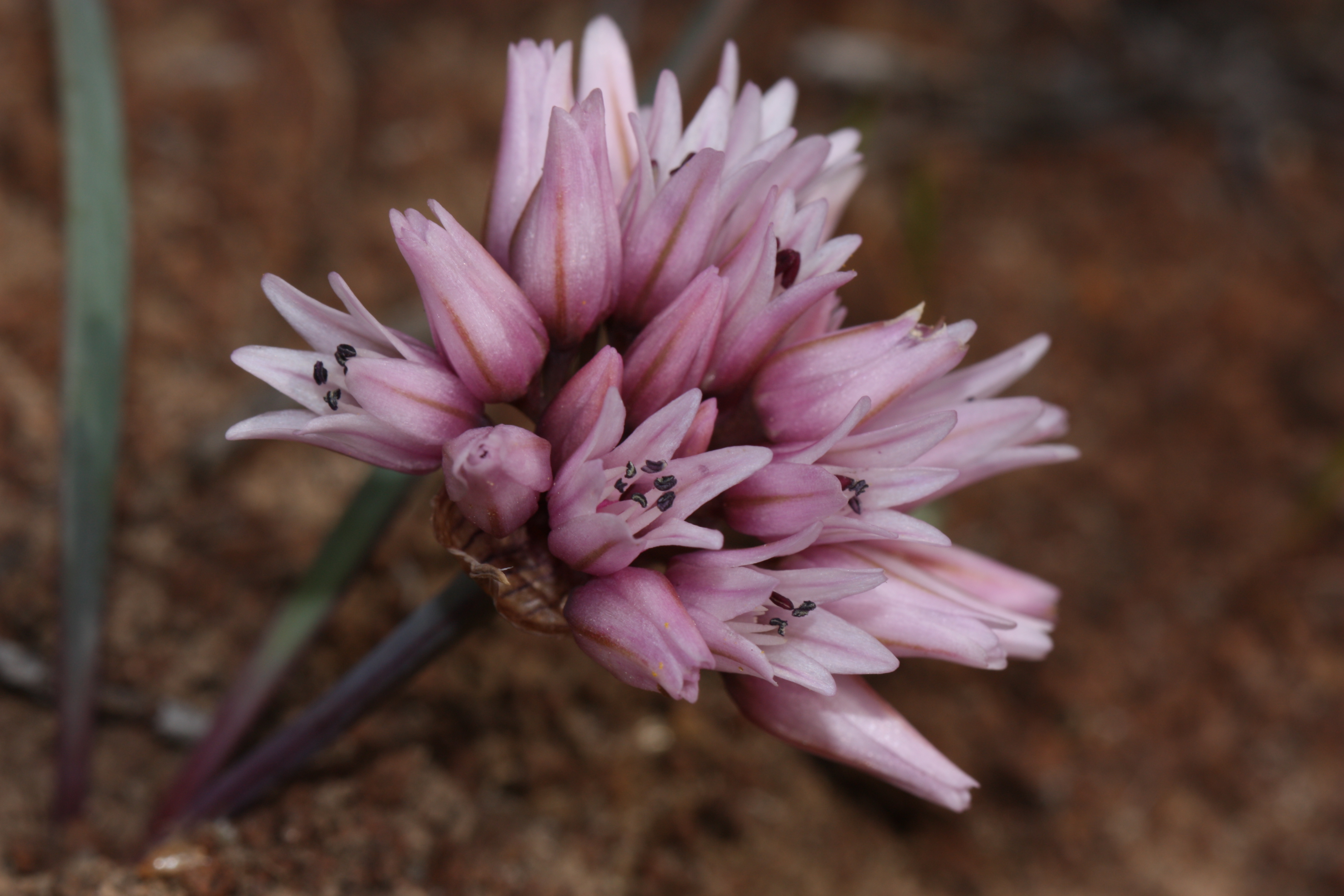
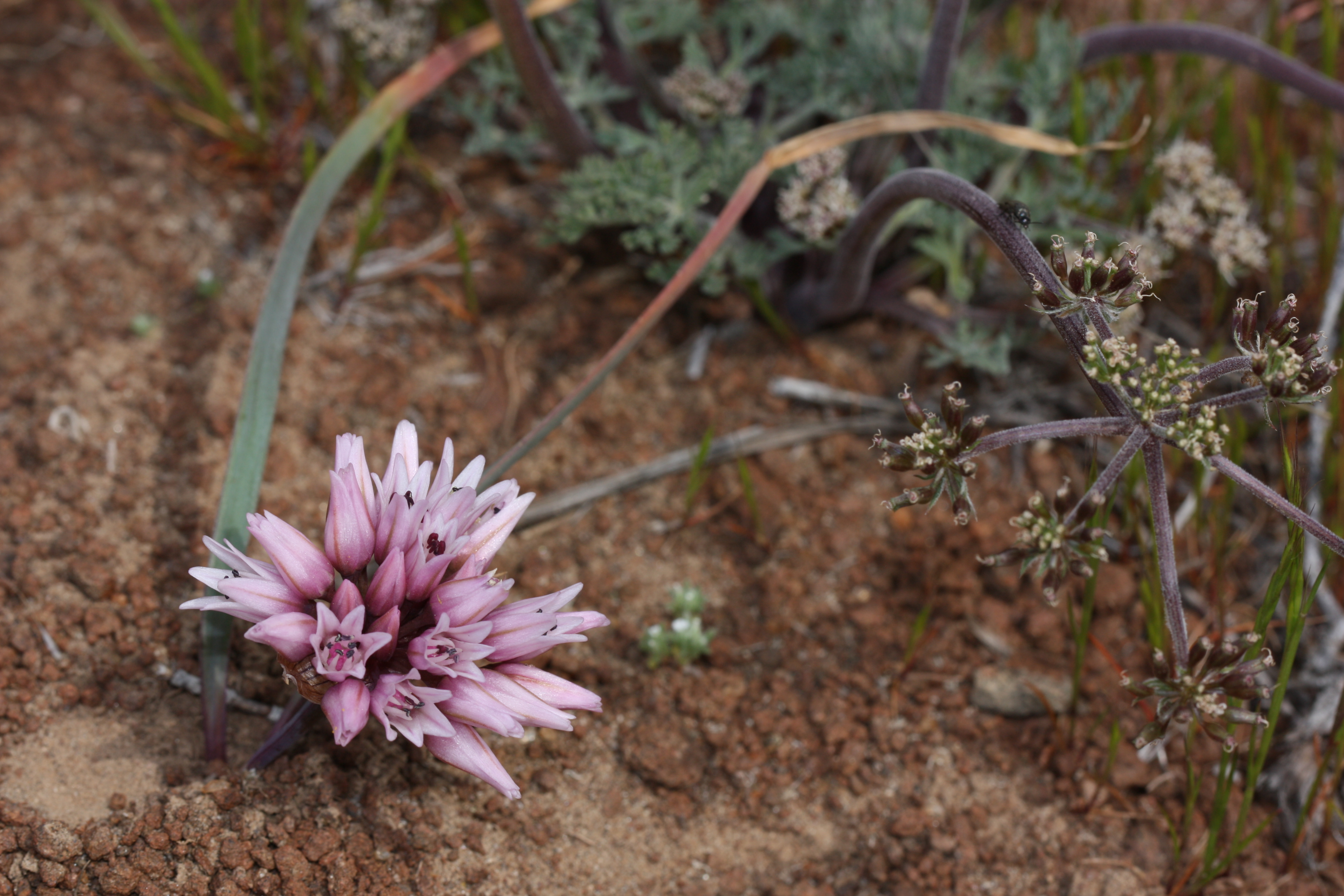
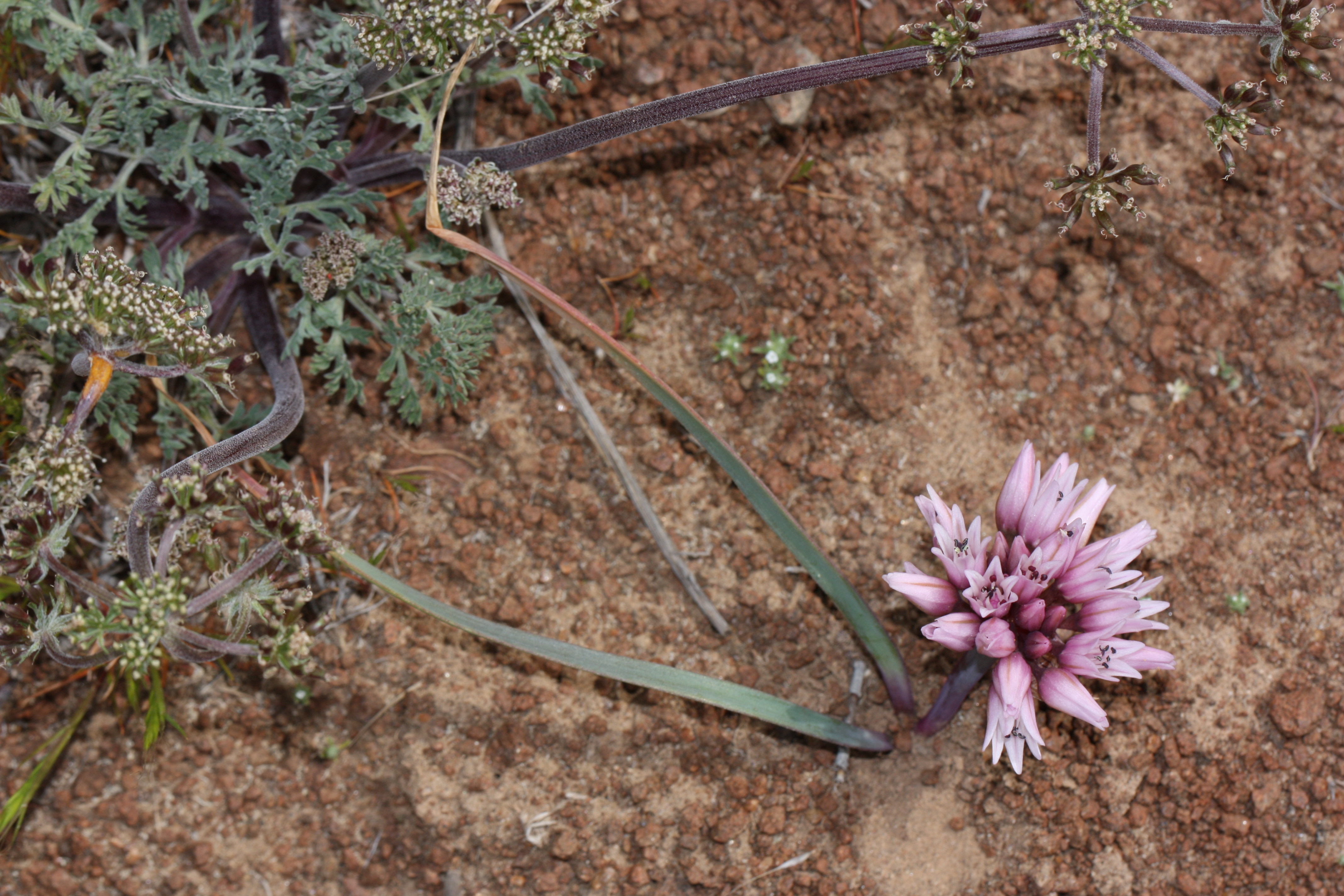
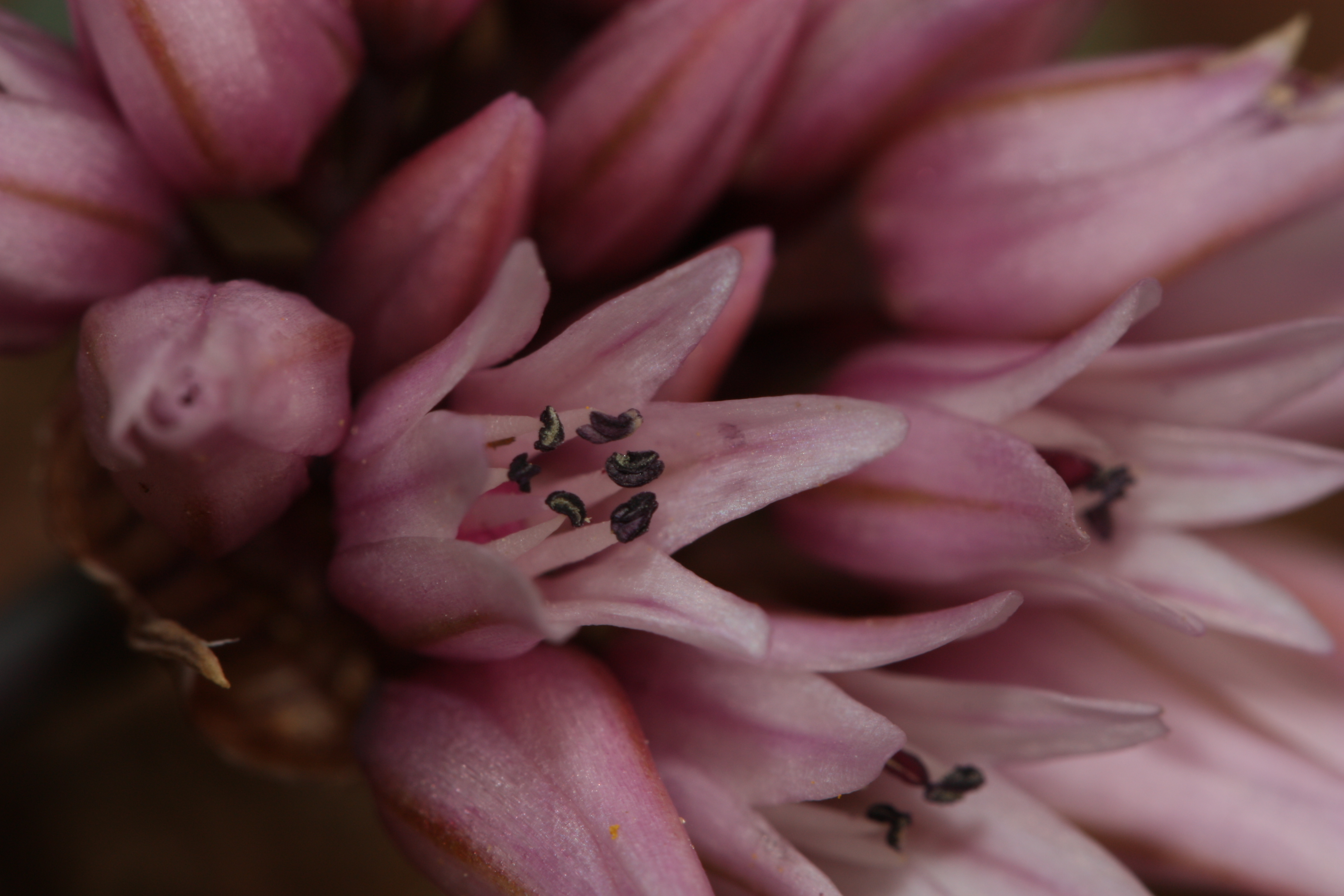